# Ивановская волость (Верхнеднепровский уезд)
Ивановская волость — административно-территориальная единица Верхнеднепровского уезда Екатеринославской губернии.
По состоянию на 1886 год состояла из 7 поселений, 7 сельских общин. Население 1133 человека (603 мужского пола и 530 женского), 198 дворовых хозяйств.
| Собственность  | Площадь (в т. ч. пахотной) |
| -------------- | -------------------------- |
| Сельских общин | 1015 (853)                 |
| Частная        | 11 217 (4232)              |
| Другая         | 120 (60)                   |
| Всего          | 12 352 (5145)              |

Самое большое поселение:
- Ивановка (Рудникова, Коновалова, Александровка) — село при реке Саксагань в 150 верстах от уездного города, 259 человек, 47 дворов, церковь православная, лавка.